# Chelyocarpus dianeurus
Chelyocarpus dianeurus es una especie de palmera endémica de  Colombia.

## Distribución y hábitat
Se encuentra en las tierras bajas de la costa del Pacífico en Colombia. En algunas áreas no alteradas, la especie aparece en abundancia y se encuentra bajo una amenaza menor en la actualidad. Es una palmera con un solo tallo  de la selva tropical, reproduciéndose en suelos bien drenados.

## Taxonomía
Chelyocarpus dianeurus fue descrita por (Burret) H.E.Moore y publicado en  Principes 16: 74 (1972).
Etimología
Chelyocarpus deriva de las palabras latinas chelys = tortuga, y carpos = frutos, en referencia a la superficie agrietada de la fruta que se asemeja al caparazón de tortuga.
Sinonimia
- Tessmanniophoenix dianeura Burret, Notizbl. Bot. Gart. Berlin-Dahlem 11: 499 (1932).
- Tessmanniodoxa dianeura (Burret) Burret, Notizbl. Bot. Gart. Berlin-Dahlem 15: 338 (1941).[4]